# Hans Adolf Krebs
Sir Hans Adolf Krebs (Hildesheim, 25. kolovoza 1900. – Oxford, 22. studenog 1981.), njemački, kasnije i britanski liječnik i biokemičar. 
Najpoznatiji je po svome otkriću dva važna metabolička ciklus: Ciklus uree i ciklus limunske kiseline.  
Ciklus limunske kiseline, ključni metabolički proces kojim stanice proizvode energiju, danas znan kao i Krebsov ciklus donio mu je Nobelovu nagradu za fiziologiju ili medicinu 1953.g.

## Život
Rođen je u obitelji Alme i Georga Krebsa. Otac mu je bio otorinolaringolog.
1918. počeo je studirati medicinu, a 1923. je diplomirao. Medicinu je učio na sveučilištu u Göttingen i na sveučilištu u Freiburg.
1925. postao je doktor znanosti na sveučilištu u Hamburgu, te je nakon toga godinu dana pročavao kemiju, da bi zatim postao asistent Otta Warburga sve do 1930.g. Nakon toga se je vratio kliničkoj medicini u bolnici u gradu Altona gdje je istraživao urein ciklus. 
Zbog svoga židovskog porijekla zabranjen mu je rad u medicini u Njemačkoj, te je 1933. preselio u Englesku. Pozvan je u Cambridge gdje je radio na odjelu biokemije kod Sir Frederick Gowland Hopkinsa (1861–1947). 1945. postao je profesor na sveučilištu u Sheffieldu. 1953. dobio je Nobelovu nagradu, a 1958. proglašen je vitezom. Preminuo je u Oxfordu 1981.g. 
Najveća dostignuća su bila otkriće ureina ciklus iz 1932.g. i ciklusa limunske kiseline iz 1937.g.

## Vanjske poveznice
- (engl.)Životopis  Arhivirana inačica izvorne stranice od 21. siječnja 2005. (Wayback Machine)
- (engl.)1953. Nobelova nagrada za fiziologiju ili medicinu